# 583e Volksgrenadierdivisie
De 583e Volksgrenadierdivisie (Duits: 583. Volksgrenadier-Division) was een Duitse infanteriedivisie tijdens de Tweede Wereldoorlog. De divisie werd opgericht en alweer opgeheven voor de oprichting compleet en afgesloten was.

## Geschiedenis
De 583e Volksgrenadierdivisie werd opgericht in begin september 1944 op Oefenterrein Neuhammer in Silezië door Wehrkreis VIII als onderdeel van de 32. Welle. Echter, alvorens de oprichting afgesloten was, werd de divisie al op 22 september 1944 omgedoopt in de 62e Volksgrenadierdivisie. 

## Commandanten
| Rang | Naam | Begin                | Eind              |
| ---- | ---- | -------------------- | ----------------- |
|      | ??   | begin september 1944 | 22 september 1944 |

## Samenstelling
- Grenadier-Regiment ? (nummer onbekend)
- Grenadier-Regiment ? (nummer onbekend)
- Grenadier-Regiment ? (nummer onbekend)
- Artillerie-Regiment ? (nummer onbekend)
- Divisie-eenheden ? (nummer onbekend)